# 日本国憲法第6条
日本国憲法 第6条（にほんこく（にっぽんこく）けんぽう だい6じょう）は、日本国憲法の第1章「天皇」にある条文の一つ。天皇による内閣総理大臣及び最高裁判所長官の任命について規定する。

## 条文
日本国憲法 - e-Gov法令検索

第六条
1. 天皇は、国会の指名に基いて、内閣総理大臣を任命する。
2. 天皇は、内閣の指名に基いて、最高裁判所の長たる裁判官を任命する。

## 解説
本条は、天皇が内閣総理大臣・最高裁判所長官の形式的な任命権を有することを規定する条文である。ここにいう二つの任命行為は、天皇が行う国事行為のひとつとして捉えられており、第7条に列挙されている行為と同等のものであるが、2官は行政権と司法権の長として特別な地位にあるため、特に条文をおいて定められたものである。内閣総理大臣の指名権は国会が、最高裁判所長官の指名権は内閣が、それぞれ有する。
内閣総理大臣（行政府の長）及び最高裁判所長官（司法府の長）とあわせて「三権の長」と呼ばれる衆議院議長及び参議院議長（立法府の長）については、天皇による任命制度は設けられず、各議院において指名され、任命される。

### 第1項
議院内閣制の一つの現れとして、内閣総理大臣は国会が指名するものとされている。指名については、日本国憲法第67条に規定があり、内閣総理大臣は、国会議員の中から国会の議決で指名されるものとされている。指名がなされた場合には、衆議院議長から、内閣を経由して奏上がなされる（国会法第65条第2項）。

### 第2項
裁判所法第39条第1項に同様の旨が規定されている。
なお、最高裁判所の各判事については、内閣が任命し、天皇が認証するもの（認証官）とされている（裁判所法第39条第2項、同条第3項）。

## 沿革

### 大日本帝国憲法
東京法律研究会 p.7/12

第十條天皇ハ行政各部ノ官制及文武官ノ俸給ヲ定メ及文武官ヲ任免ス但シ此ノ憲法又ハ他ノ法律ニ特例ヲ掲ケタルモノハ各々其ノ條項ニ依ル
第五十八條
裁判官ハ法律ニ定メタル資格ヲ具フル者ヲ以テ之ニ任ス
裁判官ハ刑法ノ宣告又ハ懲戒ノ處分ニ由ルノ外其ノ職ヲ免セラルヽコトナシ
懲戒ノ條規ハ法律ヲ以テ之ヲ定ム

### マッカーサー三原則（マッカーサー・ノート）
マッカーサー3原則（「マッカーサーノート」） 1946年2月3日、国立国会図書館「日本国憲法の誕生」。
訳文は、「高柳賢三ほか編著『日本国憲法制定の過程：連合国総司令部側の記録による I』有斐閣、1972年、99頁」を参照。

1.天皇は国家の元首の地位にある。皇位は世襲される。天皇の職務および権能は、憲法に基づき行使され、憲法に表明された国民の基本的意思に応えるものとする。

Emperor is at the head of the state.His succession is dynastic.His duties and powers will be exercised in accordance with the Constitution and responsive to the basic will of the people as provided therein.

### GHQ草案
「GHQ草案」、国立国会図書館「日本国憲法の誕生」。

#### 日本語
第五条皇帝ハ国会ノ指名スル者ヲ総理大臣ニ任命ス
第七十一条最高法院ハ首席判事及国会ノ定ムル員数ノ普通判事ヲ以テ構成ス右判事ハ凡ヘテ内閣ニ依リ任命セラレ不都合ノ所為無キ限リ満七十歳ニ到ルマテ其ノ職ヲ免セラルルコト無カルヘシ但シ右任命ハ凡ヘテ任命後最初ノ総選挙ニ於テ、爾後ハ次ノ先位確認後十暦年経過直後行ハルル総選挙ニ於テ、審査セラルヘシ若シ選挙民カ判事ノ罷免ヲ多数決ヲ以テ議決シタルトキハ右判事ノ職ハ欠員ト為ルヘシ（略）

#### 英語
Article V.The Emperor appoints as Prime Minister the person designated by the Diet.
Article LXXI.The Supreme Court shall consist of a chief justice and such number of associate justices as may be determined by the Diet. All such justices shall be appointed by the Cabinet and shall hold office during good behavior but not after the attainment of the age of 70 years, provided however that all such appointments shall be reviewed at the first general election held following the appointment and thereafter at every general election held immediately following the expiration of ten calendar years from the next prior confirmation. Upon a majority vote of the electorate not to retain the incumbent the office shall become vacant.

### 憲法改正草案要綱
「憲法改正草案要綱」、国立国会図書館「日本国憲法の誕生」。

第六天皇ハ国会ノ指名ニ基キ内閣総理大臣ヲ任命スルコト
第七十五最高裁判所ハ法律ノ定ムル員数ノ裁判官ヲ以テ之ヲ構成シ此等ノ裁判官ハ凡テ内閣ニ於テ之ヲ任命シ満七十歳ニ達シタル時退官スルモノトスルコト

### 憲法改正草案
「憲法改正草案」、国立国会図書館「日本国憲法の誕生」。

第六条天皇は、国会の指名に基いて、内閣総理大臣を任命する。
第七十五条最高裁判所は、法律の定める員数の裁判官でこれを構成し、その裁判官は、すべて内閣でこれを任命し、法律の定める年齢に達した時に退官する。

## 関連条文
- 日本国憲法第7条 - 国事行為
- 日本国憲法第3条 - 内閣による助言と承認
- 日本国憲法第79条 - 最高裁判所判事の任命
- 日本国憲法第80条 - 下級裁判所裁判官の任命